# تأويلية (قانون)
التأويلية هي مدرسة فكرية معاصرة في الشرعوية و فلسفة القانون.

## نظرة عامة

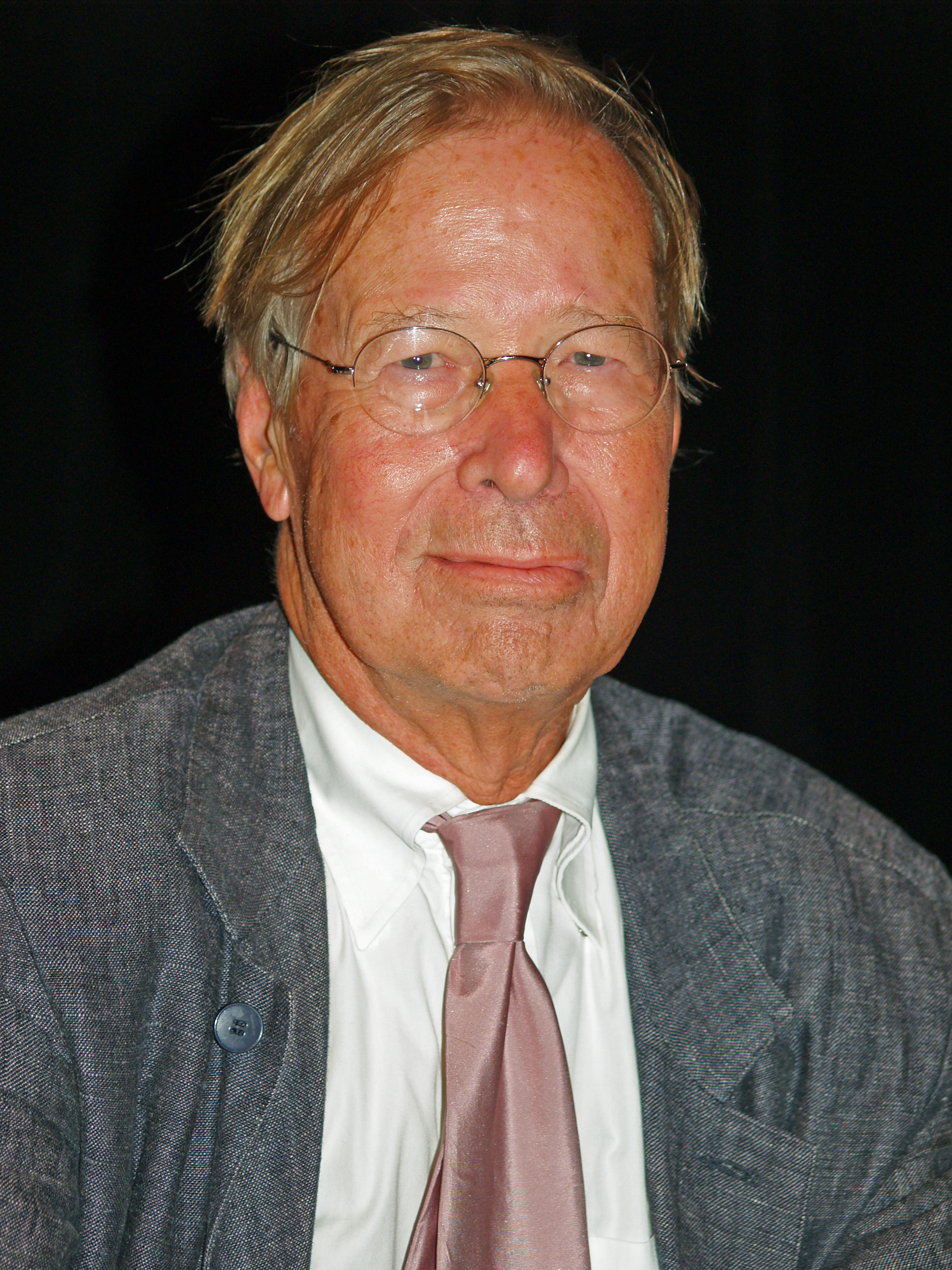
كثيرا ما يرتبط رونالد دوركين بالتأويلية القانونية.

المباديء الرئسيسة للتأولية بمعناها القانوني هي:
- القانون هو ليس مجموعة من البيانات أو الاتفاقيات أو الوقائع المادية، ولكنه ما يؤله المحامون بهدف بناء ما يريد ون الوصول اليه خلالممارستهم لمهنة المحاماة. ا وهذا ما يمثل أول الفروقات بين التأويلية والوضعية القانونية.
- بالرغم من وجد الاختلافات بين القانون و الأخلاق، إلا أنه لايوجد أي فاصل بينهما. وهذا لما يخالف الأسس الرئيسية للوضعية القانونية.
- القانون ليس جوهري في الطبيعة وكذلك لا تقوم القيم والمبادئ بشكل مستقلخارج الممارسة القانونية نفسها. و هو عكس ما تدعوا اليه اسس نظرية القانون الطبيعي.

في البلاد الناطقة  باللغة الإنجليزية يرتبط مصطلح التأويلية القانونية بطروحات رونالد دوركين حول طبيعة القانون كما وردت في مقالته بعنوان القانون الإمبراطوريةالتي التي تعتبر التفرع الثالث بين القانون الطبيعي والوضعية القانونية.
بمعنى أوسع, interpretivism يشمل حتى أطروحات، في الترتيب الزمني، جوزيف ايسر، تيودور Viehweg, حاييم بيرلمان، فولفغانغ Fikentscher, كاستانهيرا نيفيز، فريدريش مولر, Aulis الجوز وروبرت الكسي.

## وصلات خارجية
- موسوعة ستانفورد، مقالة  المواد في التأويل القانوني، كتابة نيكوس ستافروبوليش وعلى مقالة التفسير والتماسك في القانون، كتابة جولي ديكسون.